# Disparocypha biedermanni
Disparocypha biedermanni är en trollsländeart som beskrevs av Friedrich Ris 1916. Disparocypha biedermanni ingår i släktet Disparocypha och familjen Chlorocyphidae. Inga underarter finns listade i Catalogue of Life.